# Aeroportul Fabio Alberto León Bentley
Aeroportul Fabio Alberto León Bentley (IATA: MVP, ICAO: SKMU) este un aeroport din Mitú⁠(d), Vaupés⁠(d), Columbia ce deservește zona Mitú⁠(d). Aeroportul a fost tranzitat în 2022 de 42.105 pasageri.
Situat la o altitudine de 207 m, aeroportul dispune de o singură pistă. Este operat de Aeronaútica Civil de Colombia⁠(d).